# 諸田村
諸田村（もろたむら）は、広島県御調郡にあった村。現在の尾道市、府中市の一部にあたる。

## 地理
- 河川：芦田川[3]

## 歴史
- 1889年（明治22年）4月1日、町村制の施行により、御調郡諸毛村、小国村、大山田村、下山田村、千堂村が合併して村制施行し、諸田村が発足[1][2]。合併旧村名を継承した諸毛、小国、大山田、下山田、千堂の5大字を編成[2]。
- 1955年（昭和30年）2月1日、大字大山田・下山田・千堂が市村、今津野村、奥村、上川辺村、河内村、菅野村と合併して町制施行し御調郡御調町が発足[1][2]。諸毛、小国の2大字となる[2]。
- 1956年（昭和31年）9月30日、府中市に編入され廃止[2]。

## 産業
- 農業[3]